# Història del budisme tibetà
El budisme es va difondre activament per primera vegada al Tibet a partir del segle vi fins al segle IX dC, principalment des de l'Índia. Durant l'Era de la Fragmentació (segles IX-X), el budisme va disminuir al Tibet, tornant a prendre força al segle xi. Amb la invasió mongola del Tibet al segle xiii i l'establiment de la dinastia Yuan mongola, el budisme tibetà es va estendre més enllà del Tibet fins a Mongòlia i la Xina. Des del segle xiv fins al XX, el budisme tibetà va ser promogut per la dinastia Ming xinesa (1368–1644) i la dinastia Qing de Manxúria (1644–1912).
L'escola Gelugpa, fundada per Je Tsongkhapa (1357–1419), va assolir protagonisme (polític) sota Ngawang Lobsang Gyatso (1617–1682), el 5è Dalai Lama, que va convidar els mongols a intervenir en la guerra civil tibetana. Els mongols el van investir del poder polític del Tibet, donant lloc al domini dels gelugpa fins al segle xx. Al segle xix, el moviment Rimé va oferir un contrapès contra aquest domini, intentant preservar els ensenyaments de les escoles Nyingma, Kagyu i Sakya.
A principis del segle xx, el Tibet va adquirir la independència de facto de l'Imperi Qing de Manxúria, que va acabar de nou amb la invasió xinesa de 1950 i el consegüent èxode dels tibetans. Avui dia, el budisme tibetà encara està fixat a l'altiplà tibetà i les regions circumdants, alhora que també ha despertat un interès considerable en el món occidental.

## Orígens llegendaris (segle VI)
Segons la tradició, durant el regnat del rei Thothori Nyantsen (segle VI),  una cistella d'escriptures budistes va arribar al Tibet des de l'Índia. 

## Primera difusió (segles VII-IX)

### Songtsän Gampo (segle VII)
Les escriptures budistes en sànscrit del Nepal i l'Índia es van traduir per primera vegada al tibetà sota el regnat del rei Songtsän Gampo (618-649), que va establir l'Imperi tibetà. Tot i que hi ha dubtes sobre el nivell d'interès de Songtsän Gampo pel budisme, se sap que es va casar amb una princesa budista de la dinastia Tang xinesa. Wencheng, va arribar al Tibet amb una estàtua de Buda Shakyamuni. De les fonts tibetanes queda clar que alguns dels seus successors es van convertir en budistes fervents. Els registres mostren que els budistes xinesos estaven implicats activament en l'activitat missionera al Tibet, però no tenien el mateix nivell de suport imperial que els budistes indis, amb llinatges tàntrics de Bihar i Bengala.
Segons una tradició llegendària tibetana, Songtsän Gampo també es va casar amb la princesa budista nepalesa , Bhrikuti. A la segona meitat del segle VIII ja era considerat com una encarnació del bodhisattva Avalokiteśvara.

### Influències índies i nepaleses (segleviii)

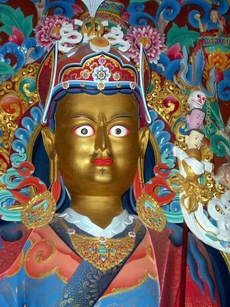
Padmasambhāva, fundador del Nyingmapa, la primera escola del budisme tibetà; observeu els ulls ben oberts, característics d'un mètode particular de meditació

Al segle viii, el budisme es va consolidar realment al Tibet.  Els successors de Songtsän Gampo estaven menys entusiasmats amb la propagació del budisme, però al segle VIII el rei Trisong Detsen (755–797) el va establir com a religió oficial de l'estat.
Trisong Detsen va convidar erudits budistes indis a la seva cort, i els budistes tibetans actuals tenen les seves arrels espirituals més antigues als mestres indis Padmasambhāva (segle viii) i Śāntarakṣita (725–788), que van fundar el Nyingma, els antics, l'escola més antiga del budisme tibetà. Segons la tradició tibetana, Padmasambhāva va escriure una sèrie d'escriptures importants, algunes de les quals va amagar perquè els futurs tertons les trobessin. Aquests "tresors" Terma (textos revelats) tenen una importància particular per a l'escola Nyingma.
També en aquesta primera època, des del sud va venir la influència dels estudiosos sota la dinastia Pāla a l'estat indi de Magadha. Havien aconseguit una barreja de Mahāyāna i Vajrayāna que ha arribat a caracteritzar totes les formes de budisme tibetà. El seu ensenyament en el Sutra centra en l' Abhisamayālankāra, un quart de segle del text Yogācārin, però prevalent entre ells hi havia els estudiosos del madhyamika, Santaraksita i Kamalaśīla.
Una tercera influència va ser la dels Sarvāstivādins del Caixmir al sud-oest i els Hotan al nord-oest. Encara que no van aconseguir mantenir una presència al Tibet, els seus textos van trobar el seu camí cap al cànon budista tibetà, proporcionant als tibetans gairebé totes les seves fonts primàries sobre el que consideraven que era l'Hinayana. Una subsecta d'aquesta escola, Mūlasarvāstivāda va ser la font de la vinaya tibetà.

### Influències xineses (segleviii)
La princesa xinesa Jincheng Gongzhu (zh:金城公主) (?–739), coneguda al Tibet com Kim-sheng,  i devota budista, va ser enviada al Tibet l'any 710 on es va casar amb Mes-ag-tshoms.  Kim-sheng va donar refugi als monjos budistes de Khotan (Li), que fugien de les persecucions d'un rei antibudista, cap al 737. Kim-sheng va morir durant un brot de verola entre el 739 i el 741, i les faccions antibudistes del Tibet van començar a culpar de l'epidèmia al suport del budisme per part del rei i la reina. Això va obligar els monjos a fugir una vegada més; primer a Gandhara, i després a Kausambi, al centre de l'Índia, on sembla que els monjos van acabar barallant-se i sacrificant-se entre ells.
El rei tibetà Trisong Detsen (742–797) va convidar el mestre Chan Moheyan  a transmetre el Dharma al monestir de Samye. Segons fonts tibetanes, Moheyan va perdre l'anomenat consell de Lhasa (793), un debat patrocinat per Trisong Detsen sobre la naturalesa del buit amb el mestre indi Kamalaśīla. El rei va declarar que la filosofia Kamalaśīlas hauria de ser la base del budisme tibetà.   No obstant això, una font xinesa trobada a Dunhuang escrita per Mo-ho-yen diu que el seu costat va guanyar, i alguns estudiosos conclouen que tot l'episodi és fictici.
El budòleg pioner Giuseppe Tucci va especular que les idees de Mohayen van ser preservades pels Nyingmapas en forma d'ensenyaments dzogchen.  John Myrdhin Reynolds i Sam van Schaik rebutgen aquesta possibilitat. Segons Reynolds, "A excepció d'un breu coqueteig amb Ch'an als primers dies del budisme al Tibet al segle viii, els tibetans gairebé no mostraven cap interès pel budisme xinès, excepte per traduir uns quants sutres del xinès per als quals no posseïa originals indis".

#### Creixement al Tibet (segleix)
Des del principi, el budisme es va oposar a la religió xamànica tibetana Bön, que va comptar amb el suport de l'aristocràcia, prosperant sota el patrocini reial, aconseguint un cim sota el rei Rälpachän (r. 817–836). La terminologia en traducció es va estandarditzar al voltant de l'any 825, permetent una metodologia de traducció molt literal.

## Època de fragmentació (segles IX-X)
Una inversió en la influència budista va començar sota el rei Langdarma (r. 836–842), i la seva mort va ser seguida per l'anomenada Era de la fragmentació, un període de la història tibetana als segles IX i X. Durant aquesta època, la centralització política de l'anterior Imperi Tibetà es va esfondrar. El període va estar dominat per rebel·lions contra les restes del Tibet imperial i l'ascens dels senyors de la guerra regionals. A la mort de Langdarma, l'últim emperador d'un imperi tibetà unificat, es va produir una guerra civil que va acabar efectivament amb l'administració centralitzada tibetana fins al període Sakya. Els aliats d'Ösung van aconseguir mantenir el control de Lhasa, i Yumtän es va veure obligat a anar a Yalung, on va establir una línia separada de reis.

## Renaixement tibetà (segles X-XII)

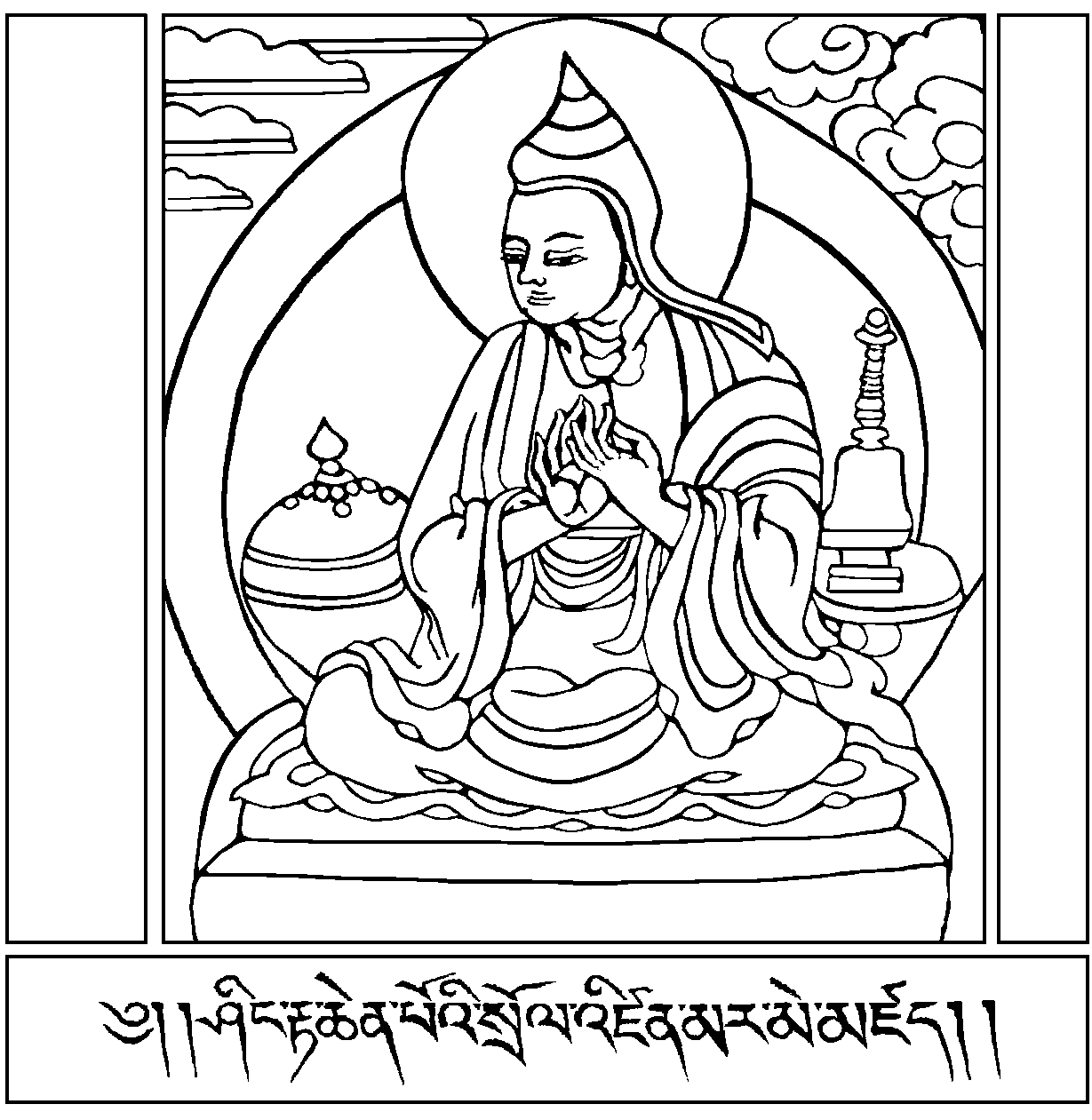
Atiśa

A finals del segle X i XI es va produir un renaixement del budisme al Tibet. Coincidint amb els primers descobriments de " tresors ocults " (terma), el segle XI va veure un renaixement de la influència budista originada a l'extrem orient i l'extrem oest del Tibet. A l'oest, Rinchen Zangpo (958-1055) va ser actiu com a traductor i va fundar temples i monestirs. Des de l'Índia es va tornar a convidar acadèmics i professors destacats.
El 1042 Atiśa (982–1054 cC) va arribar al Tibet per invitació d'un rei tibetà occidental. Aquest reconegut exponent de la forma de budisme Pāla de la universitat índia de Vikramashila es va traslladar més tard al Tibet central. Allà, el seu principal deixeble, Dromtonpa, va fundar l'escola Kadampa del budisme tibetà, sota la influència de la qual van evolucionar les escoles de la nova traducció actual.
La Sakya, l' escola de la Terra Grisa, va ser fundada per Khön Könchok Gyelpo (Wylie, 1034–1102), un deixeble del gran Lotsawa, Drogmi Shākya (Wylie). Està encapçalat pel Sakya Trizin, i remunta el seu llinatge al mahasiddha Virūpa, representant la tradició erudita. Un reconegut exponent, Sakya Pandita (1182–1251 CE), va ser el besnét de Khön Könchok Gyelpo.
Altres professors indis fonamentals van ser Tilopa (988–1069) i el seu alumne Naropa (probablement va morir cap al 1040 dC). El Kagyu, el llinatge de la paraula (de Buda), és una tradició oral que es preocupa molt per la dimensió vivencial de la meditació. El seu exponent més famós va ser Milarepa, una mística del segle xi. Conté una subsecció major i una menor. El primer, el Dagpo Kagyu, engloba aquelles escoles Kagyu que es remunten al mestre indi Naropa a través de Marpa Lotsawa, Milarepa i Gampopa

## Domini mongol (segles XIII-XIV)

### Influència inicial a Mongòlia (segles XI-XIII)
El budisme tibetà va exercir una forta influència des del segle XI dC entre els pobles de l'Àsia Interior, especialment els mongols. L'escola tibetana d'estil tàntric possiblement es va estendre per primera vegada als mongols a través de l'estat de Tangut de Xia occidental (1038–1227). Els budistes van entrar al servei de l'Imperi Mongol a principis del segle xiii. Als monestirs budistes establerts a Karakorum se'ls va concedir l'estatus d'exempció d'impostos, encara que els mongols no van donar a la religió l'estatus oficial fins més tard.

### Conquesta mongola del Tibet (segle XIII)
Els mongols van envair el Tibet el 1240. Van retirar els seus soldats del Tibet el 1241 i tornarien a la regió el 1244, quan Köten va emetre un ultimàtum, convocant el Sakya Pandita (Kun-dga' rGyal-mtshan) perquè fos el seu capellà personal, a pena d'una invasió més gran. si es negava. Sakya Paṇḍita va trigar gairebé 3 anys a obeir la convocatòria i arribar a la regió de Kokonor el 1246, i es va reunir amb el príncep Köten a Liangzhou l'any següent. Els mongols s'havien annexat Amdo i Kham a l'est, i van nomenar Sakya Paṇḍita virrei del Tibet central per la cort mongol el 1249.
El Tibet es va incorporar a l'Imperi mongol, conservant el poder nominal sobre els assumptes polítics religiosos i regionals, mentre que els mongols van exercir un poder estructural i administratiu sobre la regió, reforçat per la intervenció militar.

### Dinastia Yuan (1271–1368)
El budisme tibetà va ser adoptat com a religió estatal de facto per la dinastia mongol Yuan (1271–1368), fundada per Khublai Khan, que també governava la Xina. 
Totes les variants del budisme, com el budisme xinès, tibetà i indi es van desenvolupar, tot i que el budisme tibetà va ser afavorir finalment a nivell imperial sota l'emperador Möngke (1209-1259), que va nomenar Namo del Caixmir com a cap de tots els monjos budistes. El departament d'alt nivell i l'agència governamental coneguda com l'Oficina d'Afers Budistes i Tibetans (Xuanzheng Yuan) es va establir a Cambaluc (l'actual Pequín) per supervisar els monjos budistes de tot l'imperi. Els Preceptors Imperials Sakyapa estaven actius a la cort de Yuan i gaudien d'un poder especial. Durant aquest període el budisme tibetà es va practicar no només a la capital Pequín i l'altiplà tibetà, sinó a tot el país. Per exemple, Hangzhou, capital de l'antiga dinastia Song del Sud i la ciutat més gran del regne Yuan, es va convertir en un centre important de les activitats del budisme tibetà, que va tenir prioritat pública o oficial sobre el budisme xinès Han. De la mateixa manera, el mont Wutai, el lloc sagrat del bodhisattva Manjusri i la muntanya sagrada dels pelegrins budistes xinesos, va ser molt influenciada pel budisme tibetà.

### Decadència de l'Horda d'Or i de l'Il-khanat (segles XIII-XIV)
Entre la classe dirigent dels khanats mongols de l'Horda d'Or (1240-1502) i l'Il-kanat (1256-1335/1353), els dos khanats occidentals de l'Imperi Mongol, el xamanisme i el budisme van ser una vegada les religions dominants, com en la dinastia Yuan. En els primers dies, els governants d'ambdós khanats van adoptar cada cop més el budisme tibetà, com la dinastia Yuan en aquella època. No obstant això, els governants mongols Ghazan de l'Il-khanat i uzbeg de l'Horda d'Or es van convertir a l'islam l' any 1295 i el 1313 dC, respectivament. La dinastia Yuan amb seu a la Xina i Mongòlia es va convertir en l'única divisió de l'Imperi mongol que no va abraçar l'islam, en lloc d'afavorir el budisme tibetà fins a la seva desaparició.

## Independència tibetana (segles XIV-XVIII)
Amb la decadència de la dinastia Yuan, el Tibet central va ser governat per famílies successives del segle xiv al XVII, i el Tibet seria independent de facto a partir de mitjans del segle xiv durant gairebé 400 anys.

### Domini familiar i establiment de l'escola Gelugpa (segles XIV-XVII)
Jangchub Gyaltsän (Byang chub rgyal mtshan, 1302–1364) es va convertir en la família política més forta a mitjans del segle XIV. Les hostilitats militars van acabar el 1354 amb Jangchub Gyaltsän com a vencedor inqüestionable, que va establir la dinastia Phagmodrupa aquell any. Va continuar governant el Tibet central fins a la seva mort el 1364, tot i que va deixar totes les institucions mongoles al seu lloc com a tràmits buits. El poder va romandre en mans de la família Phagmodru fins al 1434.
El govern de Jangchub Gyaltsän i els seus successors va comportar una nova autoconsciència cultural on es buscaven models a l'època de l'antic Regne tibetà. Les condicions relativament pacifistes van afavorir el desenvolupament literari i artístic. Durant aquest període, l'erudit reformista Je Tsongkhapa (1357–1419) va fundar la secta Gelug que tindria una influència decisiva en la història del Tibet.
Els conflictes interns dins de la dinastia Phagmodrupa, i el fort localisme dels diferents feus i faccions político-religioses, van provocar una llarga sèrie de conflictes interns. La família de ministres Rinpungpa, amb seu a Tsang (Tibet central occidental), va dominar la política després de 1435.
El 1565 la família Rinpungpa va ser enderrocada per la dinastia Tsangpa de Shigatse que va expandir el seu poder en diferents direccions del Tibet en les dècades següents i va afavorir la secta Karma Kagyu. Tindrien un paper fonamental en els esdeveniments que van portar a l'ascens del poder del Dalai Lama a la dècada de 1640.

### Mecenatge estranger

#### Xina
El budisme tibetà va ser patrocinat per l'ètnia xinesa a la Xina Ming després de derrocar el domini mongol. Va mantenir relacions amistoses amb alguns dels líders religiosos del budisme, coneguts com a prínceps del Dharma, i concedí alguns altres títols als líders locals, inclòs el Tutor Gran Imperial.

#### Mongòlia
Durant el primer període de la dinastia Yuan del Nord (1368 - c. 1636), el xamanisme va tornar a ser l'única religió dominant a Mongòlia, però els últims seixanta anys abans de la mort de l'últim khan Ligdan Khan (1588-1643) van estar marcats per una intensa penetració del budisme tibetà a la societat mongola. El 1578, Sonam Gyatso va ser convidat a Mongòlia i va convertir Altan Khan al budisme juntament amb la seva tribu (la primera tribu mongola que es va convertir així). Altan Khan li va conferir el títol de "Dalai", sent "Dalai" la traducció en mongol del seu nom tibetà " Gyatso ", que significa "mar" o "oceà". Aquest és l'origen del títol Dalai-lama. Els Ming van ajudar Altan Khan (1507–1582), rei dels mongols de Tümed, quan va sol·licitar ajuda per propagar el budisme Vajrayana. En 50 anys gairebé tots els mongols s'havien convertit en budistes, incloent desenes de milers de monjos, gairebé tots seguidors de l'escola Gelug i lleials al Dalai Lama. Des de llavors el budisme tibetà ha tingut un paper molt important entre els mongols.
El budisme tibetà va ser la religió més important entre els mongols sota el domini Qing (1635–1912), així com la religió estatal del Kanat de Kalmyk (1630–1771), el Kanat de Jungària (1634–1758) i el Kanat de Khoshut (1642–1717). 1717). El budisme tibetà també va ser adorat per la cort manxú Qing (1644–1912), ja que tant els mongols com els tibetans creien en el budisme tibetà. Alguns historiadors poden veure la promoció del budisme tibetà entre els mongols per part dels xinesos i els manxús com un complot deliberat per afeblir el poder militar dels mongols, però altres rebutgen la teoria.

### Govern de Ganden Phodrang (segles XVII-XVIII)
El Ganden Phodrang va ser el règim o govern tibetà que va ser establert pel 5è Dalai Lama amb l'ajuda del Güshi Khan dels Khoshut el 1642. Després de la guerra civil del segle XVII i la intervenció mongol, l'escola Gelugpa va dominar el budisme tibetà, i els successius Dalai Lamas van governar el Tibet des de mitjans del segle XVII fins a mitjans del segle xx.

#### Inicis del llinatge Dalai Lama
L'ascens del Dalai Lama va estar íntimament relacionat amb el poder militar dels clans mongols. Altan Khan, el rei dels mongols de Tumed, va convidar per primera vegada a Sonam Gyatso, el cap de l'escola Gelugpa del budisme tibetà (més tard conegut com el tercer Dalai Lama), a Mongòlia el 1569 i de nou el 1578, durant el regnat de la família Tsangpa. Gyatso va acceptar la segona invitació. Es van conèixer al lloc de la nova capital d'Altan Khan, Koko Khotan (Hohhot), i el Dalai Lama va ensenyar-hi una gran multitud.
Sonam Gyatso va anunciar públicament que era una reencarnació del monjo tibetà Sakya Drogön Chögyal Phagpa (1235–1280) que va convertir Kublai Khan. Altan Khan era una reencarnació de Kublai Khan (1215–1294), el famós governant i emperador dels mongols. de la Xina, i que s'havia reunit de nou per cooperar en la propagació de la religió budista. Tot i que això no va portar immediatament a una conversió massiva dels mongols al budisme, que només passaria a la dècada de 1630, sí que va conduir a l'ús generalitzat de la ideologia budista per a la legitimació del poder entre la noblesa mongol. Finalment, però no menys important, Yonten Gyatso, el quart Dalai Lama, era net d'Altan Khan.

#### Auge i domini de Gelugpa (segles XVII-XVIII)
Sonam Choephel (1595–1657 dC), el primer regent del cinquè Dalai Lama, va ser "el primer arquitecte de l'ascens al poder dels Gelug". Sonam Choephel va demanar l'ajuda de Güshi Khan, un poderós lider militar jungar per posar fi a dècades de guerres de clans a les províncies de Dbus i Gtsang, i la guerra civil tibetana de 1639–1642. Güshi Khan, que era el cap de la tribu Khoshut, va conquerir Kham el 1640 posant els Sakyas i els senyors de Kham i Amdo sota el seu control. La seva victòria sobre Karma Tenkyong el 1642, el príncep de Tsang a Shigatse, va completar la unificació militar del país i l'establiment del Kanat de Khoshut. Amb aquesta gesta la dinastia Phagmodrupa, que estava associada a una variant de l'escola Kagyu, va ser tècnicament substituïda; de fet feia molts anys que era impotent. En reconèixer formalment l'autoritat del Cinquè Dalai Lama el 1642, Güshi Khan va convertir Gyatso en el governant temporal de tot el Tibet.

## Domini Qing (segles XVIII-XX)

### Establiment del domini Qing
La dinastia Qing (1644–1912) va establir el seu domini sobre el Tibet després que una força d'expedició xinesa derrotés els jungars el 1720, i va durar fins a la caiguda de la dinastia Qing el 1912. Els emperadors Qing van nomenar residents imperials coneguts com els Ambans al Tibet, que comandaven més de 2.000 soldats estacionats a Lhasa i van informar al Lifan Yuan, una agència governamental de Qing que supervisava la regió durant aquest període. Els governants de la dinastia Manxú Qing van donar suport al budisme tibetà, especialment a la secta Gelug, durant la major part de la seva dinastia.

### Moviment Rimé (segle XIX)
El moviment Rimé va ser un moviment que implicava les escoles Sakya, Kagyu i Nyingma del budisme tibetà, juntament amb alguns estudiosos Bon. Després de veure com les institucions gelug van empènyer les altres tradicions a ser menystingudes en la vida cultural del Tibet, Jamyang Khyentse Wangpo (1820–1892) i Jamgön Kongtrül (1813–1899) van recopilar junts els ensenyaments dels Sakya, Kagyu i Nyingma, incloent molts ensenyaments extingits. Sense la col·lecció i impressió d'obres rares de Khyentse i Kongtrul, la supressió del budisme per part dels comunistes hauria estat molt més definitiva. El moviment Rimé és responsable d'una sèrie de recopilacions d'escriptures, com el Rinchen Terdzod i el Sheja Dzö .

## Història moderna (segles XX-XXI)

### Segle XX: independència de facto, ocupació xinesa i èxode tibetà
El 1912 el Tibet va tornar a ser independent de facto, però va ser annexat per la república popular xinesa el 1950. El 1959 el 14è Dalai Lama i un gran nombre de clergues van fugir del país per establir-se a l'Índia i altres països veïns. Això també va iniciar la propagació del budisme tibetà als països occidentals, donant lloc a comunitats mundials d'aquesta religió.

### Segle XXI: exili i difusió a l'estranger
Avui dia, el budisme tibetà es troba àmpliament representat a l'altiplà tibetà, Mongòlia, el nord del Nepal, Calmuquia (a la riba nord-oest del Caspi), Sibèria (Tuva i Buriatia), l'Extrem Orient rus i el nord-est de la Xina. És la religió de l'estat de Bhutan. Les regions índies de Sikkim i Ladakh, ambdós antics regnes independents, també acullen poblacions budistes tibetanes importants, com ho són els estats indis de Himachal Pradesh (que inclou Dharamshala i el districte de Lahaul-Spiti), Bengala Occidental (les estacions de muntanya de Darjeeling i Kalimpong) i Arunachal Pradesh.
Arran de la diàspora tibetana, el budisme tibetà ha guanyat adeptes a Occident i a tot el món. Els monjos budistes tibetans totalment ordenats ara treballen a l'acadèmia (per exemple, Ven. Alex Bruce ("Tenpa")). El 14è Dalai Lama, Tenzin Gyatso, ha recorregut el món i ha parlat sobre el benestar dels tibetans, el medi ambient, l'economia, els drets de les dones, la no violència, el diàleg interreligiós, la física, l'astronomia, el budisme i la ciència, la neurociència cognitiva, la salut reproductiva i la sexualitat., juntament amb diversos temes Mahayana i Vajrayana. Va rebre el Premi Nobel de la Pau el 1989.